# 飞盘高尔夫

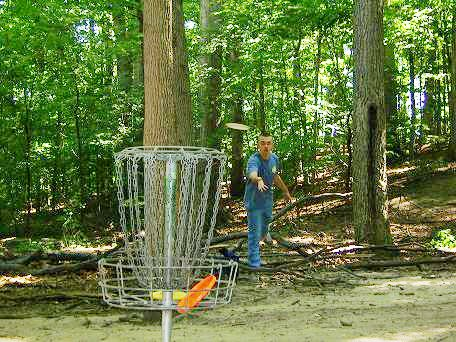
密西根州北部一个飞盘高尔夫玩家

飞盘高尔夫是一种将飞盘扔进一个固定的目标篮里的运动。据职业飞盘高尔夫协会描述，这个游戏的目标是“在最少投掷数内，使飞盘通过场地进入目标篮”。

## 历史
飞盘高尔夫很可能是从1900年开始玩儿的，不過现代的飞盘高尔夫大約是从1960年代开始。那时候一名加州人叫George Sappenfield觉得用飞盘玩高尔夫很好玩。他为了让孩子遊玩並建设了一个小场。最早美国中西部和东岸部的飞盘高尔夫场就是“目标场”。 那些场用了很多不同的东西成为目标。比如：灯杆，树，或者消防栓。一年后Sappenfield给别的飞盘运动员看飞盘高尔夫。很多运动员至柏克萊大學玩飞盘高尔夫，於是在那儿很快成为很热门的運動。1970年柏克萊大學建设了第一个永久场地。

## 設備
- 一片飛盤
- 一個目標籃

## 外部連結
- Professional Disc Golf Association （页面存档备份，存于）
- Disc Golf Association （页面存档备份，存于）
- British Disc Golf Association （页面存档备份，存于）
- History of Disc Golf （页面存档备份，存于）
- Disc Golf Hall of Fame （页面存档备份，存于）
- Okanagan Disc Golf (hand held course guide)